# Анюй (приток Амура)
Анюй (устар. Онюй, Дондон; удэг. Uni) — река в Хабаровском крае России, правый приток Амура. Впадает в правобережную Найхинскую протоку ниже села Найхин Нанайского района (между Хабаровском и Комсомольском-на-Амуре). Протекает по Анюйскому национальному парку.
Длина реки — 393 км, площадь водосборного бассейна — 12 700 км². Берёт начало на склонах хребта Сихотэ-Алинь. В верхнем течении — горная река, в нижнем — равнинная, протекает по широкой долине с низкими заболоченными берегами. Вблизи устья разбивается на рукава, протоки и старицы.
Главный приток — Манома (198 км). Иные крупные притоки: Тормасу (75 км), Гобилли (97 км), Поди (70 км), Дымни (61 км).

## Прежние названия
Согласно французским иезуитам, сплавлявшимся по Уссури и Амуру в начале XVIII века, река Дондон (Tondon) являлась границей между двумя группами коренных жителей этих речных долин (см. карту 1734 года). На Уссури и на Амуре, выше устья Дондона, жили «Татары юйпи», то есть «татары носящие одежду из рыбьей кожи» (традиционное китайское название нанайцев); от устья Дондона ниже по течению Амура жили «татары», чьё название иезуиты транскрибировали по-французски как Ke tching
(что может быть связано с самоназванием низовых нанайцев, хэǯэ най или хэǯэны и с современным китайским названием нанайцев — хэчжэ, хэчжэнь).
У Бичурина название реки даётся как Доньдонь-бира (бира — маньчжурское слово, означающее река). Согласно Бичурину, в его время (первая половина XIX века) племена, живущие по течению Амура выше и ниже Дондона были известны русским как янт и орлик.
Р. К. Маак, однако, разницы между этими племенами не заметил; для него и те и другие были гольды.
В наше время правобережная протока реки Амур вблизи устья Анюя и у села Найхин носит название Додонская (или Дондонская).

## Рыба
Нерестовая река. Нерестится кета и другая рыба.

## Сулой
Летом 1908 года, в районе протоки Кауаса, известный писатель и путешественник В. К. Арсеньев наблюдал на Анюе огромный сулой «Иока»:

…Сулой Иока имел вид большого водяного бугра, высотою до полутора метров и в диаметре около восьми метров. Здесь сталкивались два течения, идущие друг другу навстречу.
Громадное количество воды, выносимое обоими протоками, не могло вместиться в русло реки. Её вздымало кверху большим пузырём, который всё время перемещался и подходил то к одному, то к другому берегу реки. Вода точно кипела и находилась в быстром вращательном движении, разбрасывая по сторонам белую пену.
На вершине водяного бугра время от времени образовывалась громадная воронка. Она появлялась сразу, быстро увеличивалась в размерах, производила всасывающий звук и затем так же неожиданно исчезала. (В. К. Арсеньев, «В горах Сихотэ-Алиня», гл.2)

## Галерея

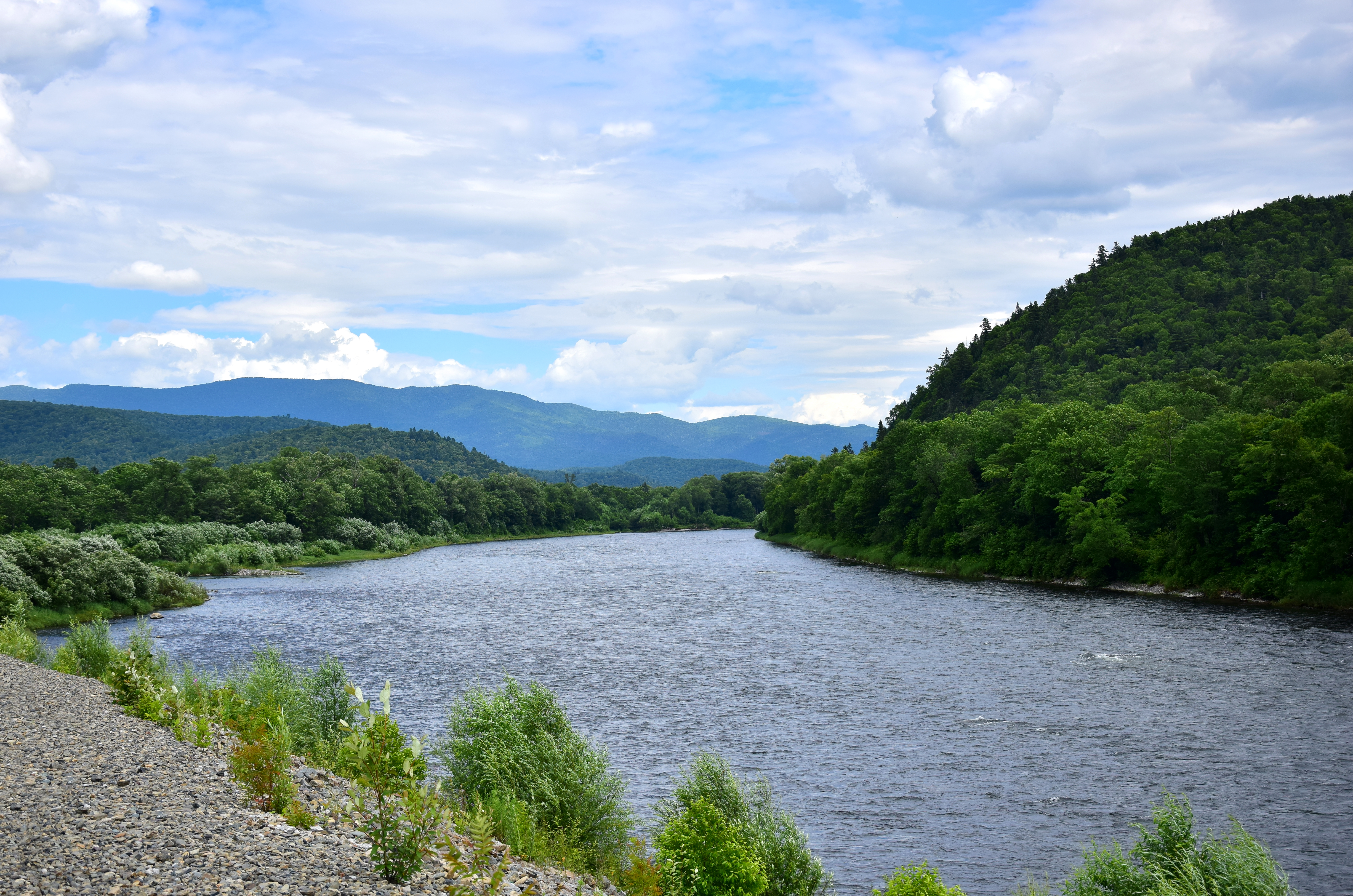
С обочины дороги Р-454, участок «Лидога — Ванино»
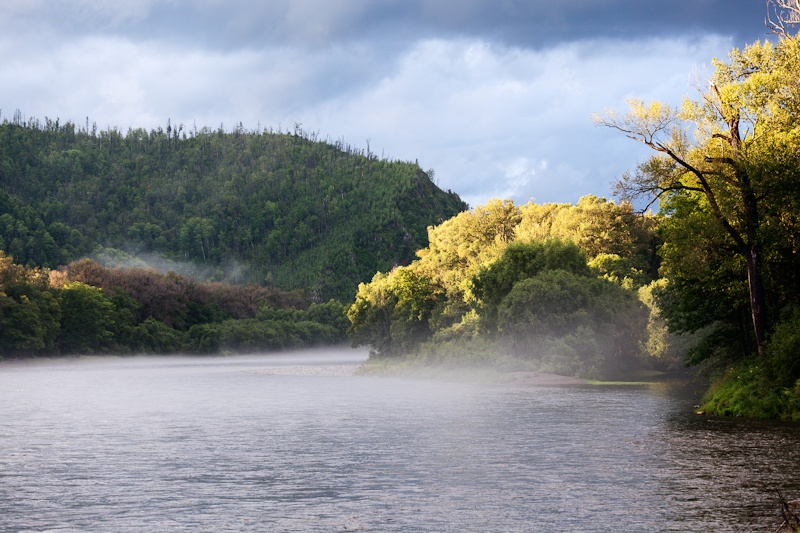
Среднее течение Анюя
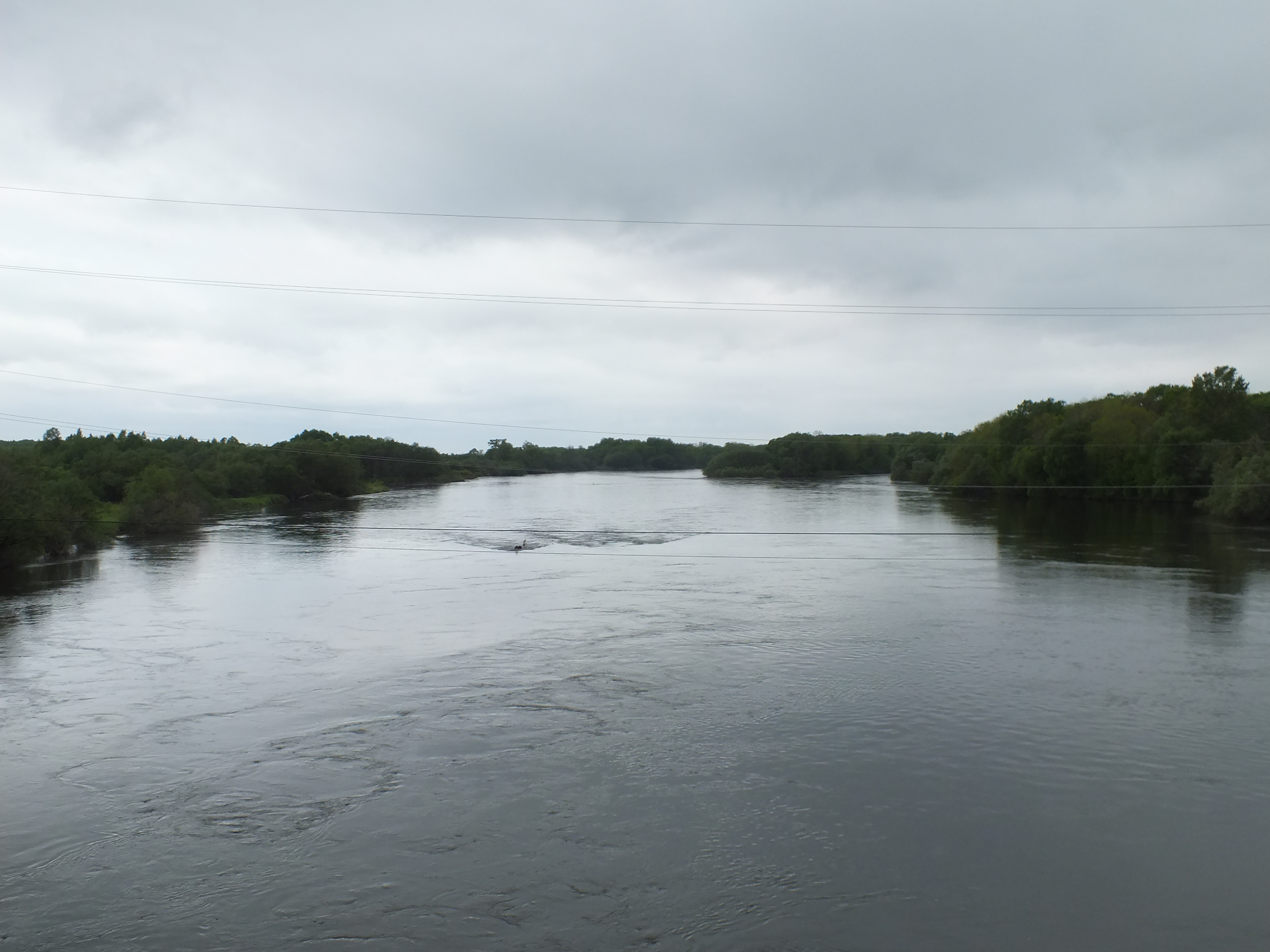
Вид с моста на автотрассе Хабаровск — Комсомольск-на-Амуре
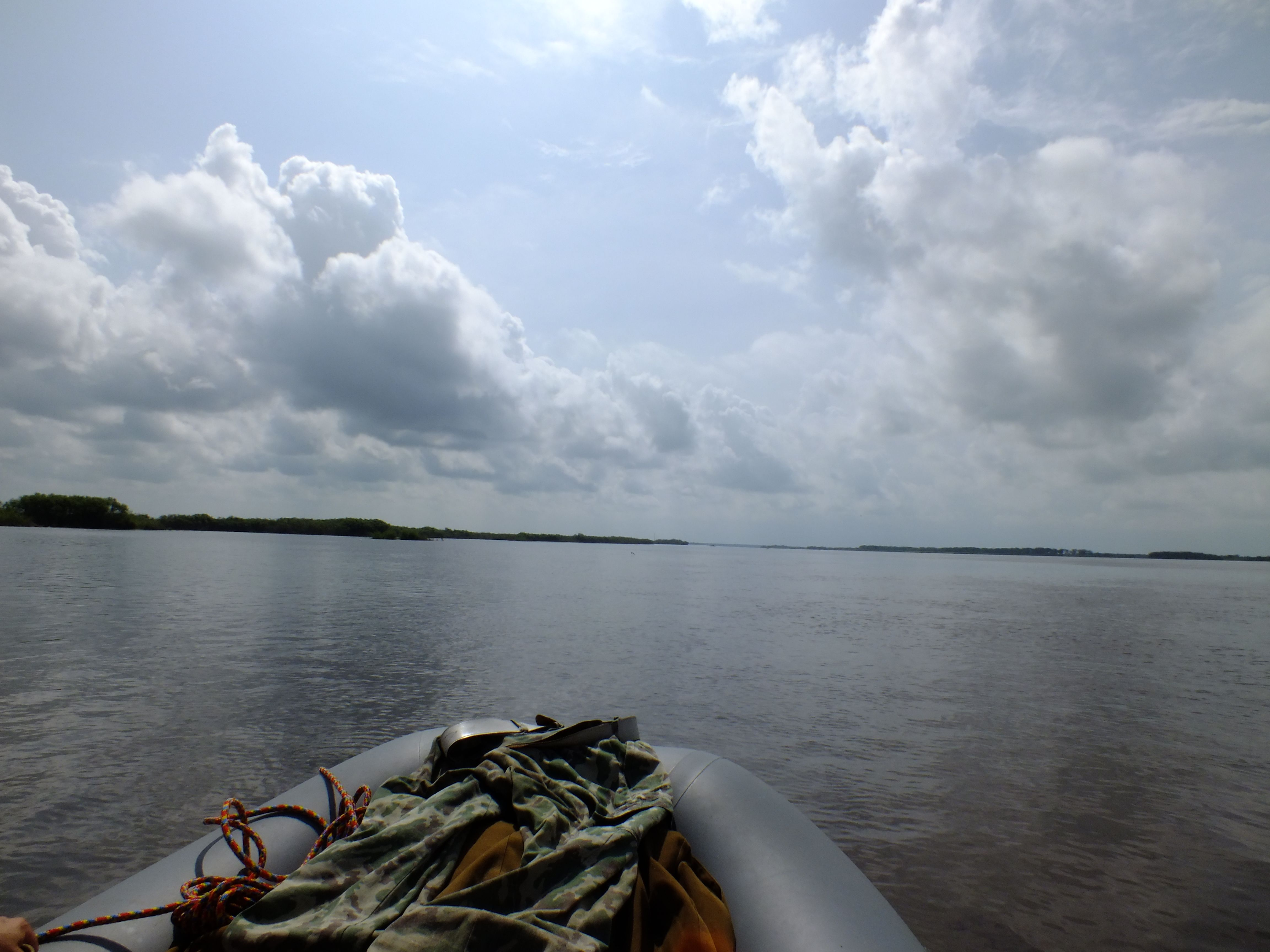
Найхинская протока, слева по борту — устье реки Анюй, вверх по протоке — село Найхин